# Willi Frohwein
Willi Frohwein (* 27. März 1923 in Berlin-Spandau; † 12. Dezember 2009 in Babelsberg) war ein deutscher Antifaschist und ein Opfer des Nationalsozialismus.

## Leben
Willi Frohwein wurde am 27. März 1923 in Berlin-Spandau geboren. Sein Vater gab seinen jüdischen Glauben auf, um Willis katholische Mutter heiraten zu können. So wurde Willi Frohwein auch katholisch getauft und besuchte eine katholische Schule. Folgerichtig wurde Willi Mitglied bei den katholischen Pfadfindern.
Als der NS-Staat 1935 die sogenannten Nürnberger Gesetze erließ, galt Willi Frohwein plötzlich als Halbjude und verlor seine Schulfreunde. Nach der Pogromnacht im November 1938 verlor er zudem seine Lehrstelle als Wäscher und Plätter. Eine Flucht in das Ausland war der Arbeiterfamilie aus finanziellen Gründen nicht möglich. 1942 wurde Frohwein zur Arbeit in einem Rüstungsbetrieb, der Werkzeugmaschinenfabrik Sasse, zwangsverpflichtet. Hier musste er Munitionslehren polieren. Die Repressalien gegen seine Mitbürger und seine katholisch begründete Antikriegseinstellung veranlassten Frohwein, in seinem Betrieb die Produktion zu sabotieren. Nach mehrmaliger Vorladung und Abmahnung entschloss er sich zur Flucht in die Schweiz, was jedoch misslang.
Sechs Monate wurde Frohwein „wegen Passvergehen und Arbeitsvertragsbruch“ inhaftiert und anschließend für vier Wochen in das Arbeitslager in Berlin-Wuhlheide verschleppt. Im April 1943 erfolgt der endgültige Abtransport in das KZ Auschwitz. Nur mit viel Glück – zwei Mal stand er bereits auf einem LKW, der zur Vergasung fuhr – überlebte Frohwein das KZ Auschwitz. Als das Lager im Januar 1945 wegen der heranrückenden Roten Armee geräumt werden musste, begann der Todesmarsch zum KZ Mittelbau-Dora und später zum KZ Bergen-Belsen. Hier wurde er von britischen Soldaten befreit.
Nach dem Ende des Zweiten Weltkrieges zog Frohwein nach Potsdam und wurde Kriminalkommissar. Er wurde Mitglied der Sozialistischen Einheitspartei Deutschland (SED), half beim Aufbau der Hilfsorganisation Volkssolidarität mit und arbeitete in der Vereinigung der Verfolgten des Naziregimes. Später wurde Frohwein Mitglied vom Kreiskomitee der antifaschistischen Widerstandskämpfer. Im Prozess gegen den ehemaligen Lagerarzt von Auschwitz, Horst Fischer, im Jahre 1966, trat Frohwein als Hauptbelastungszeuge auf. Seit dieser Zeit suchte er das Gespräch mit Jugendlichen – hauptsächlich in Schulen – um von seinen Erlebnissen zu berichten. Als Folge eines solchen Auftritts in der Realschule in Lengede (Niedersachsen) erhielt diese Schule, auf Wunsch der Schüler, im Juni 2008 den Ehrennamen „Willi Frohwein“.
Am 9. November 2005 trug sich Willi Frohwein – gemeinsam mit Otto Wiesner – in das Goldene Buch der Stadt Potsdam ein. Frohwein starb am 12. Dezember 2009 in seiner Wohnung in Babelsberg. Er wurde auf dem Friedhof in Drewitz beigesetzt.

## Ehrungen
Am 12. Dezember 2011 beschloss die Stadtverordnetenversammlung von Potsdam, den Platz Am Findling nach Willi Frohwein zu benennen. Am 27. Januar 2022 wurde der Willi-Frohwein-Platz in seiner jetzigen Form eingeweiht. 

## Schriften
- Willi Frohwein: Von Spandau nach Auschwitz. Herausgegeben von Mareike Auener und Uwe Hofschläger. Jugendgeschichtswerkstatt Spandau (JGW), Berlin, 2. Aufl. 2003.